# Willem Dudok

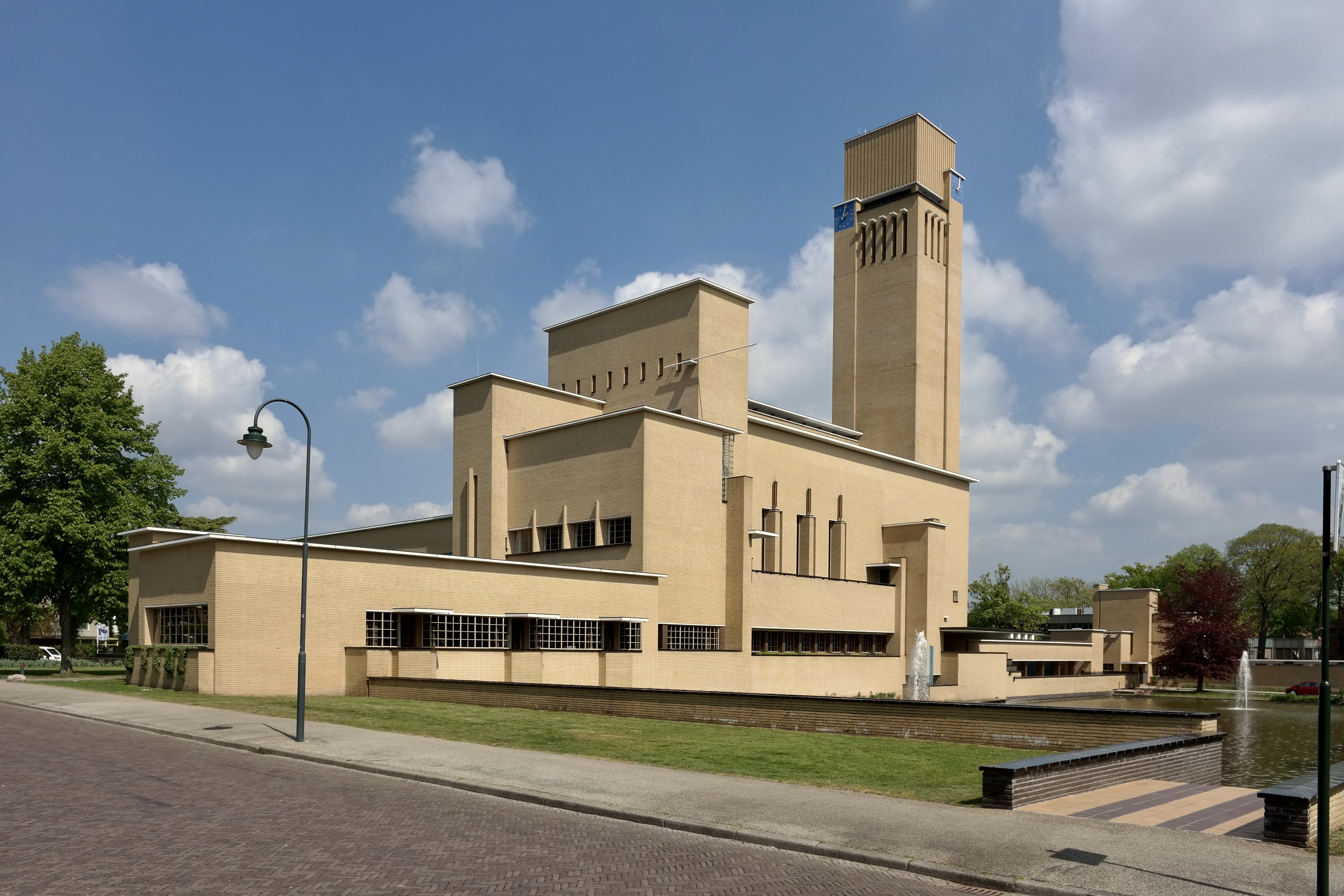
Raadhuis van Hilversum

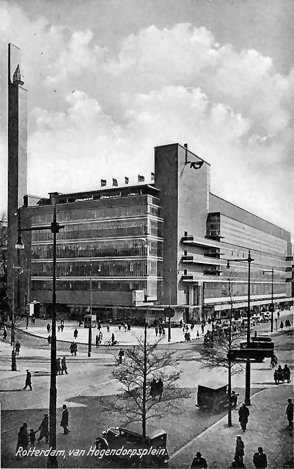
De Bijenkorf van Rotterdam in 1935

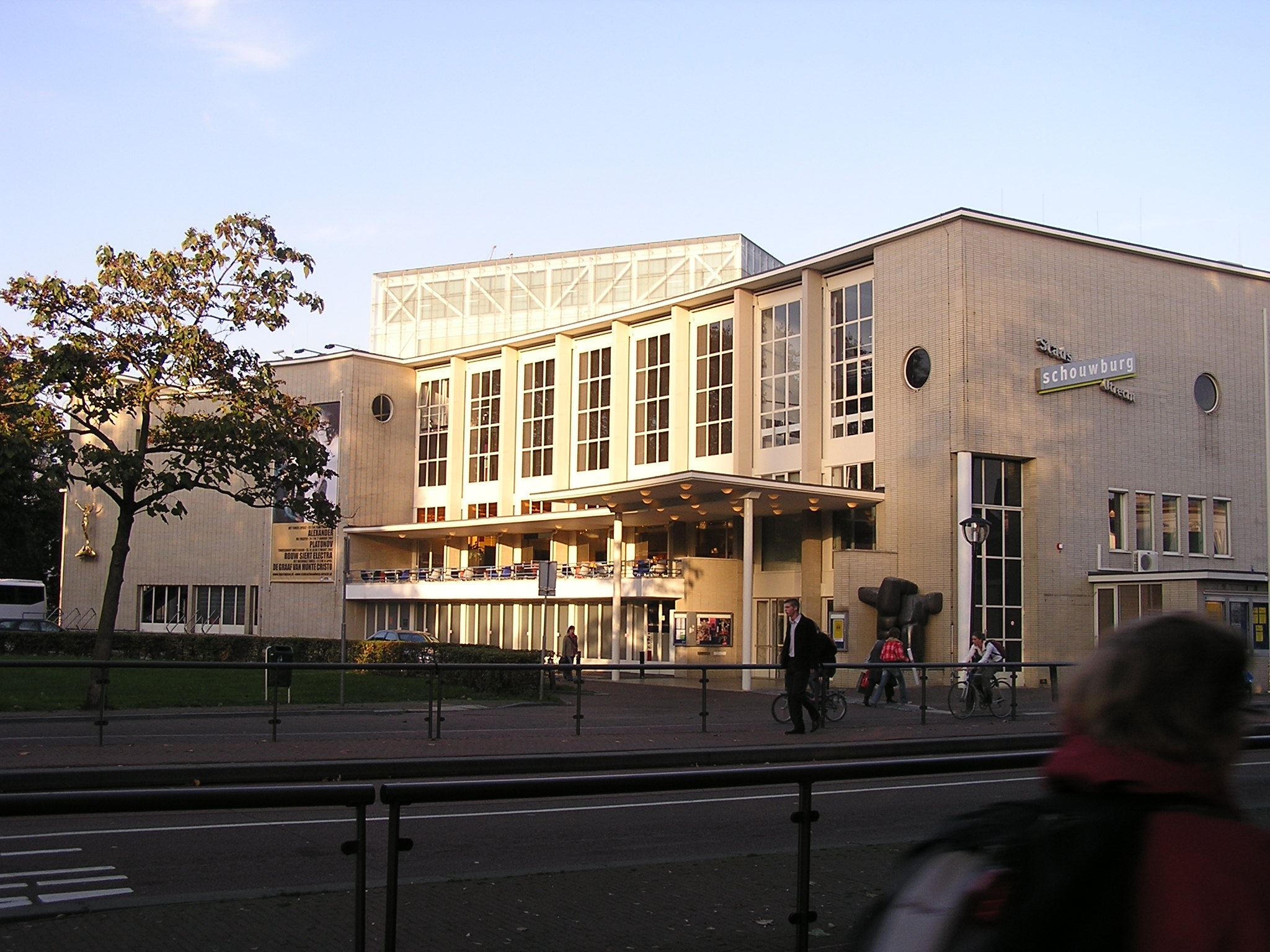
Stadsschouwburg van Utrecht

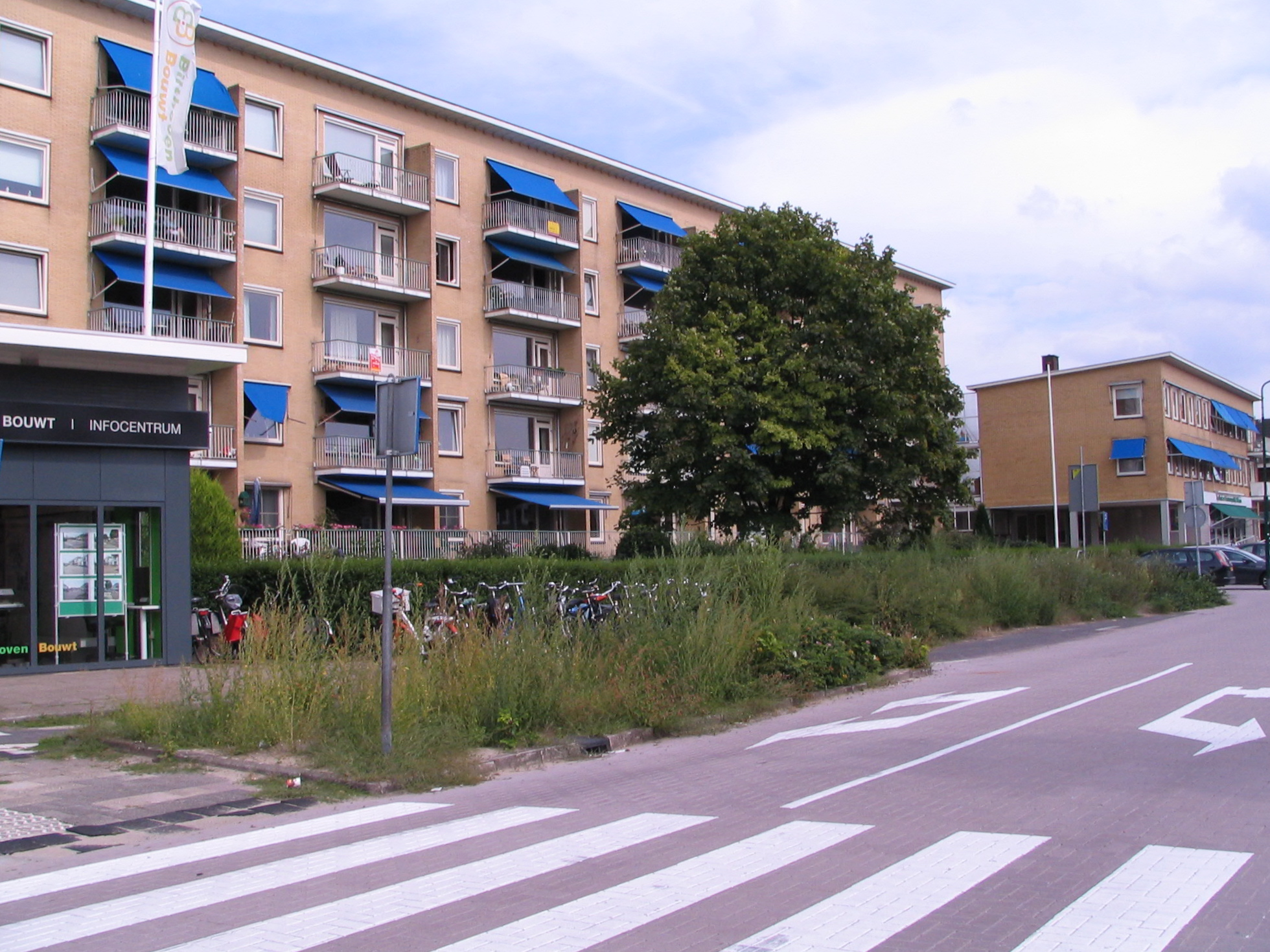
Julianaflat, Bilthoven.

Willem Marinus Dudok (Amsterdam, 6 juli 1884 – Hilversum, 6 april 1974) was een Nederlands architect en stedenbouwkundige. Hoewel niet opgeleid als architect, is hij onder meer bekend door zijn ontwerp van het raadhuis in Hilversum. Hij maakte voor Hilversum in totaal 75 ontwerpen (enkele niet uitgevoerd en enkele reeds gesloopt), een unicum in de Nederlandse architectuur. Hij kreeg wereldwijd erkenning, vooral uit de VS en Japan.

## Opleiding en carrière
Dudok volgde de hogereburgerschool (hbs) in Amsterdam, ging vervolgens in 1900 naar de Cadettenschool in Alkmaar waarna hij twee jaar later ging studeren aan de Koninklijke Militaire Academie (KMA) in Breda waar hij in 1905 slaagde voor het officiersexamen in de richting 'Genie hier te lande'.
Dudok begon zijn carrière bij het leger op 24 juli 1905 als tweede luitenant der Genie en werd tot zijn spijt geplaatst bij de telegrafistendienst van het Regiment Genietroepen in Utrecht, maar ontwierp in zijn vrije tijd gebouwen. Hij klom op tot kapitein bij de Militaire Staf der Genie in Amsterdam, waar hij zich bezighield met fortenbouw. In 1913 werd hij plaatsvervangend directeur gemeentewerken Leiden, waar hij enkele gebouwen kon ontwerpen zoals de gemeentelijke HBS aan de Burggravenlaan en in 1915 werd hij directeur Publieke Werken in Hilversum, een snelgroeiende industrieplaats die zich tot een middelgrote stad zou ontwikkelen. Dudok ontwierp de meeste wijken, scholen en gemeentelijke gebouwen voor Hilversum en bepaalde daarmee het gezicht van deze stad, die wel zijn levenswerk wordt genoemd. Om zijn aandacht hier volledig op te kunnen richten, werd hij in 1928 op eigen verzoek benoemd tot gemeentelijk architect. Dudok diende zich in 1946 te verantwoorden voor de Ereraad voor de Architectuur inzake de Utrechtse schouwburg met als uitkomst dat hij werd gezuiverd van alle blaam.
Dudok ging in 1954 met pensioen, maar bleef betrokken bij de Hilversumse bouwwereld. Hij overleed op 6 april 1974 en werd begraven op de door hemzelf ontworpen Noorderbegraafplaats te Hilversum. Van de ontwerpen die hij na zijn pensionering maakte, is er geen dat even bekend is geworden als zijn vooroorlogse werk. Een voorbeeld daarvan is C&A in Hilversum uit 1962, dat niet direct als een gebouw van Dudok te herkennen is.

## Werk

### Raadhuis van Hilversum
Een van Dudoks opvallendste werken is het Raadhuis in Hilversum. Al in 1915, vlak na zijn benoeming, maakte hij een eerste schetsontwerp hiervoor, maar het werd pas gebouwd van 1928 tot 1931 en karakteriseert zijn hele oeuvre eigenlijk het beste. Dit gebouw is wereldberoemd geworden.
Hij ontwierp verder talloze villa's, zoals zijn eigen woonhuis 'De Wikke' aan de Utrechtseweg 71 in Hilversum. Daar ontwierp hij een groot deel van de stedenbouwkundige structuur en de sociale woningbouw. In 2000 is in de wijk Liebergen onder de naam Dudok Revisited gestart met een jaren durende opknapbeurt. In dit project wordt niet alleen gerenoveerd maar worden door woningcorporatie Dudok Wonen ook enkele honderden (monumentale) woningen herbouwd.

### Werk buiten Hilversum
Een van zijn eerste opmerkelijke ontwerpen is villa Sevensteyn voor de familie Van Erk in park Zorgvliet te Den Haag (1919/1921). De interieurs daarvoor werden ontworpen door Hendrik Wouda. Sevensteyn getuigt van een geheel nieuwe visie: de plastische vormgeving verdwijnt en maakt plaats voor een vormentaal gebaseerd op geometrische principes. Tegelijkertijd met zijn ontwerp van het Raadhuis van Hilversum uit 1926 maakte hij het ontwerp van het Collège néerlandais in Parijs, dat in 1938 werd gerealiseerd.
Niet alleen in Hilversum maar in het gehele land was Dudok een veelgevraagd architect. Hij ontwierp ook monumenten, bijvoorbeeld op de Afsluitdijk (1933). Een van de hoogtepunten in zijn werk was het gebouw van warenhuis De Bijenkorf in Rotterdam. Bij de opening in 1930 waren er 70.000 toeschouwers op de been. Dit gebouw werd tijdens het bombardement van 14 mei 1940 zwaar beschadigd. Het restant werd in 1960 afgebroken. Dudoks ontwerp voor de Beurs werd nooit uitgevoerd. Het deels verwoeste gebouw van de Hollandsche Bankunie aan de Coolsingel, naar een ontwerp uit 1938-1939, werd tussen 1953 en 1955 herbouwd. Het staat thans bekend als het Erasmushuis. Uit dezelfde periode dateert de Stadsschouwburg van Utrecht (1937, voltooid in het oorlogsjaar 1941).
In 1939 werd in Eindhoven voor personeel van Philips het Witte Dorp gebouwd, dat geheel door Dudok ontworpen was. Vergelijkbare panden waren het jaar daarvoor gebouwd in Tilburg.
Na de oorlog had Dudok als stedenbouwkundige de leiding over de wederopbouw van Den Haag, in de vorm van het wederopbouwplan Sportlaan-Zorgvliet. De verwoeste wijken werden naar zijn plan herbouwd en daarnaast maakte hij het structuurplan voor de uitbreidingswijken. Enkele andere grote opdrachten die in de naoorlogse jaren werden uitgevoerd waren de gebouwen van de Hoogovens, het raadhuis te Velsen (1949-1965), het Havengebouw in Amsterdam (1957-1965) en de Julianaflat in Bilthoven (1955-1958).

### Benzinestations

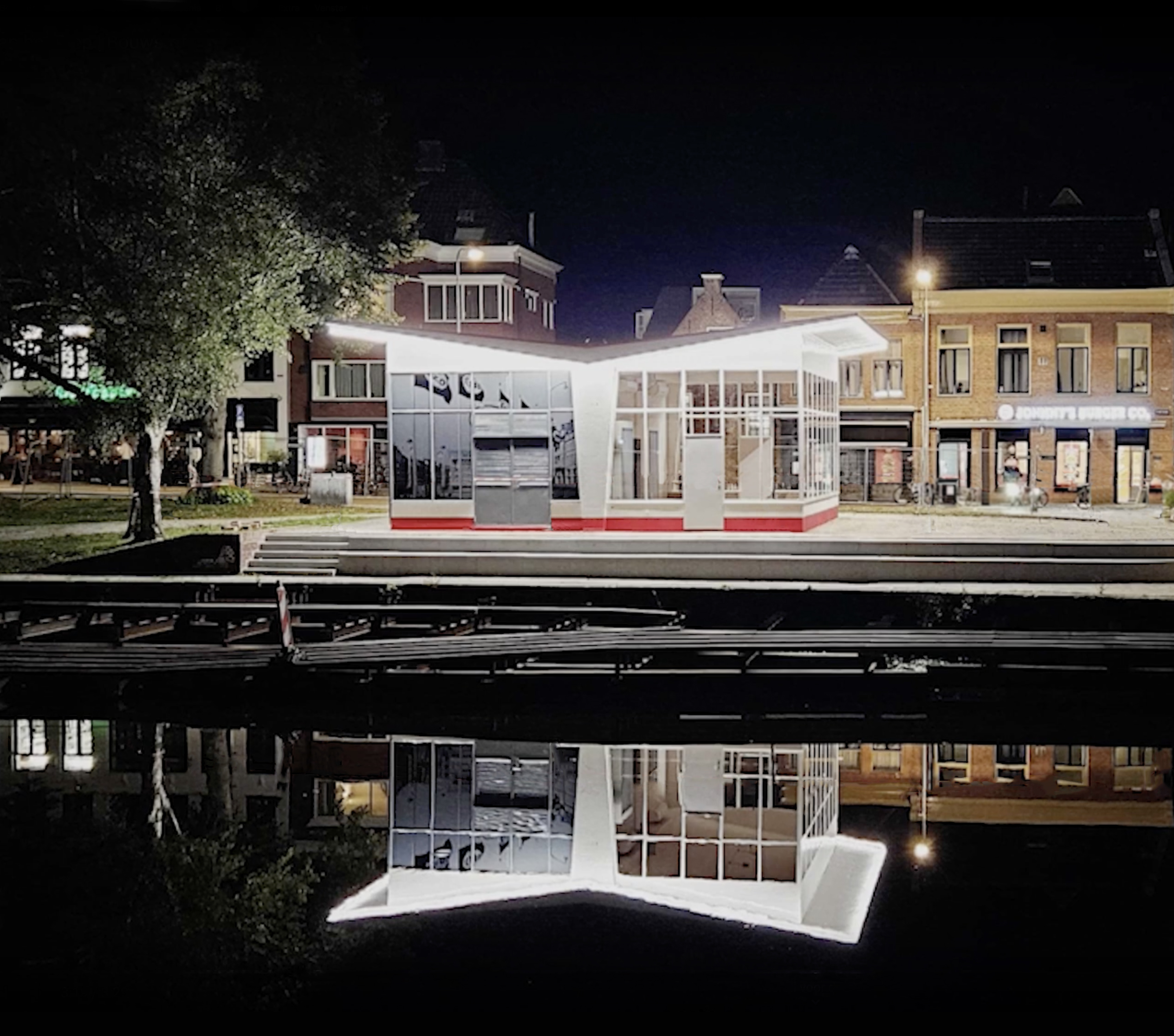
Het pompstation van architect Willem Dudok in Groningen

In 1953 ontwierp Dudok de karakteristieke benzinestations voor Esso. Er werden er 112 neergezet in het hele land, maar slechts twee gebouwtjes overleefden de tand des tijds: één staat in Groningen aan de Turfsingel (dit pompstation werd in 2007 opgenomen in de Top 100 Nederlandse monumenten 1940-1958), het zal na restauratie worden geëxploiteerd als restaurant. Het andere is vanaf de rijksweg A2 bij Vinkeveen overgebracht naar het museum Autotron te Rosmalen dat sinds kort weer overgenomen is door Nationaal Automobiel museum Louwman & Parqui, waar de pomp nu staat.

## Stijl

### Dudoks houding
Dudok heeft zich altijd met hart en ziel op zijn werk als architect gestort. Hij was er dag en nacht mee bezig. Hij had eigenlijk geen hobby's en ging niet op vakantie, zijn werk was alles voor hem. Dudok zei zelf altijd: "Kijk maar naar mijn werk, dan weet je wie ik ben!" Hij ging zover dat hij bijvoorbeeld voor het raadhuis in Hilversum zelfs de voorzittershamer van de gemeenteraad ontwierp.

### Eigen stijl
Dudok behoorde niet tot een bepaalde stroming maar stond open voor het beste wat de verschillende stromingen hem boden.
Aanvankelijk volgde Dudok de rationalistische stijl van Berlage, maar allengs voelde hij zich hierdoor te veel beperkt en ging experimenteren met o.a. het expressionisme. In het Hilversumse raadhuis is onmiskenbaar de invloed van Frank Lloyd Wright zichtbaar. In eigen land werd dit door de critici niet altijd gewaardeerd, maar in het buitenland wordt Dudok nog steeds gezien als de ideale samenvoeging van de Nederlandse architectuurstromingen uit het begin van de twintigste eeuw.

## Amerikaanse bewondering
Tijdens een rondreis door de Verenigde Staten in de jaren vijftig werd Dudok geëerd als een van Europa's grootste architecten. Het American Institute of Architects onderscheidde hem in 1955 met zijn gouden medaille. In het buitenland ontwierp Dudok onder meer het Collège néerlandais (een studentenhuis in de Cité Universitaire te Parijs, gebouwd tussen 1927 en 1939), een cultureel centrum in Bagdad en een bioscoopcomplex in Calcutta (1935-1936).

## Dudokstichting
In Hilversum wordt Dudok in ere gehouden door onder meer een Dudokstichting en een permanente Dudoktentoonstelling in het raadhuis. Sinds 1991 wordt Dudoks naam ook voor het grote publiek in ere gehouden, door het naar hem vernoemen van enkele bekende horecabedrijven in Arnhem, Den Haag, Rotterdam, Hilversum en Tilburg en er zijn enkele straten naar hem vernoemd, zoals in Wageningen en Deventer. Alleen Café Brasserie Dudok in Rotterdam is werkelijk gevestigd in een door Dudok ontworpen pand.

## Lijst van werken (selectie)

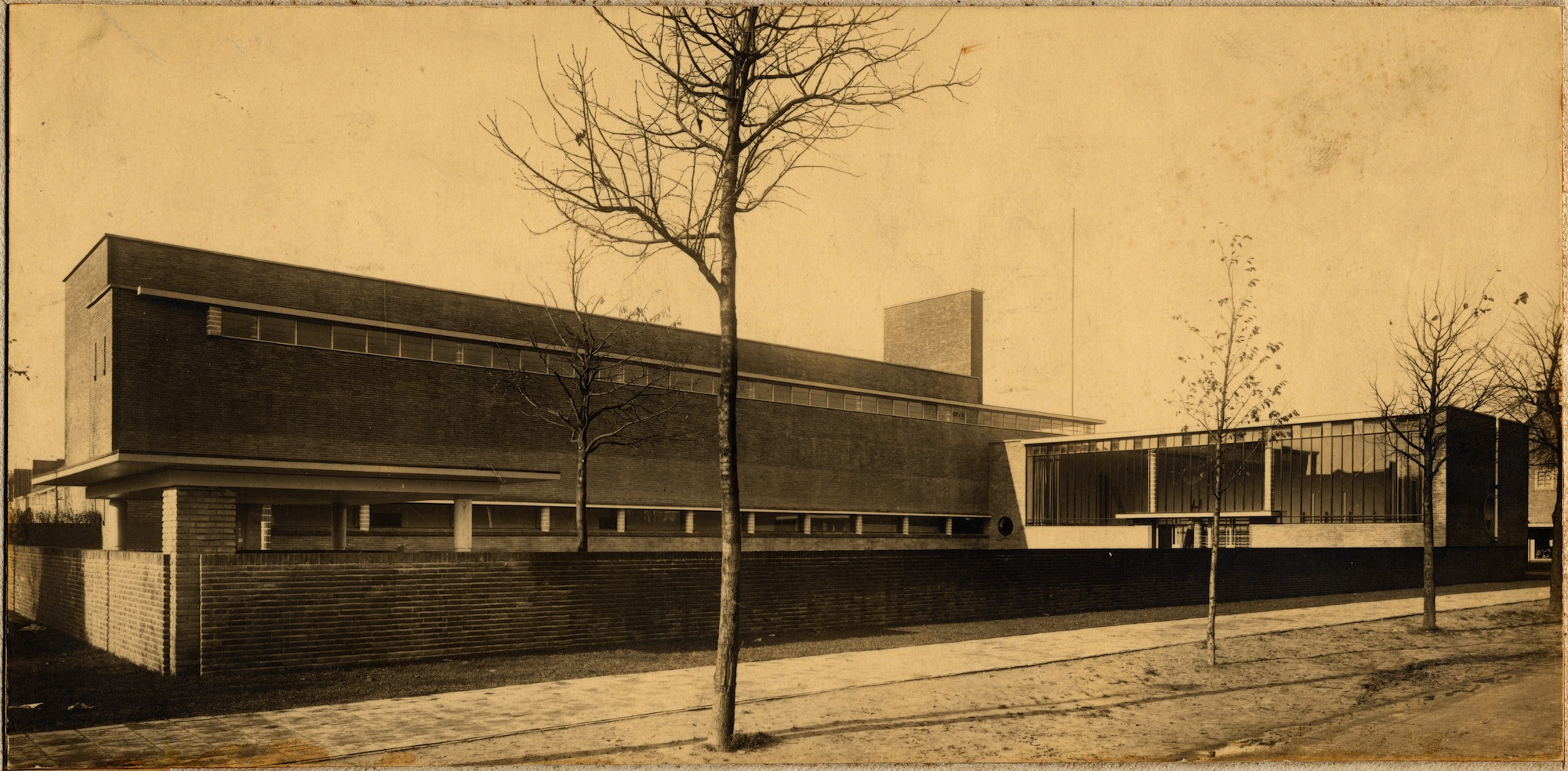
Johannes Calvijnschool 1930, thans Old School Projects, Hilversum

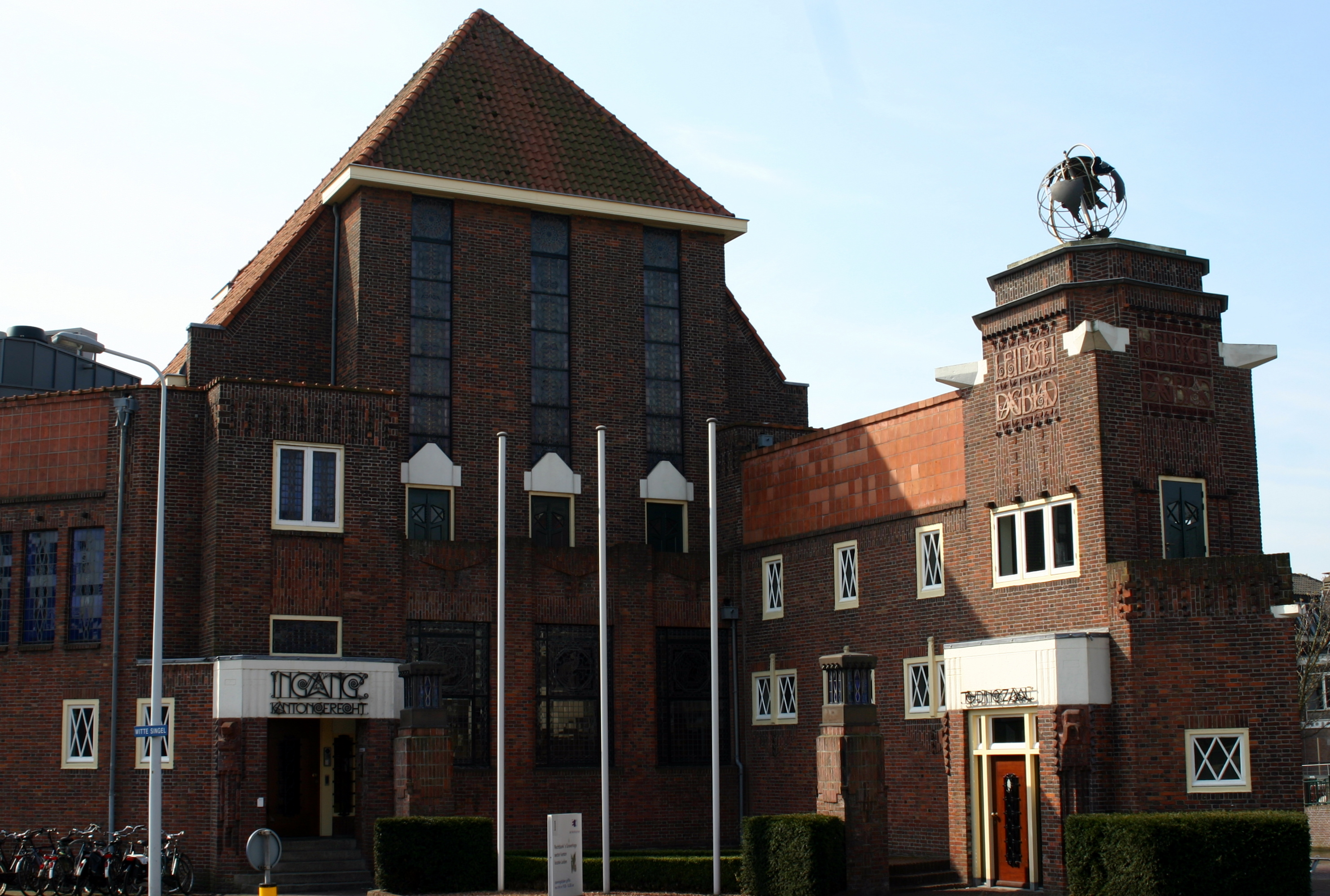
Gebouw Leidsch Dagblad, Leiden

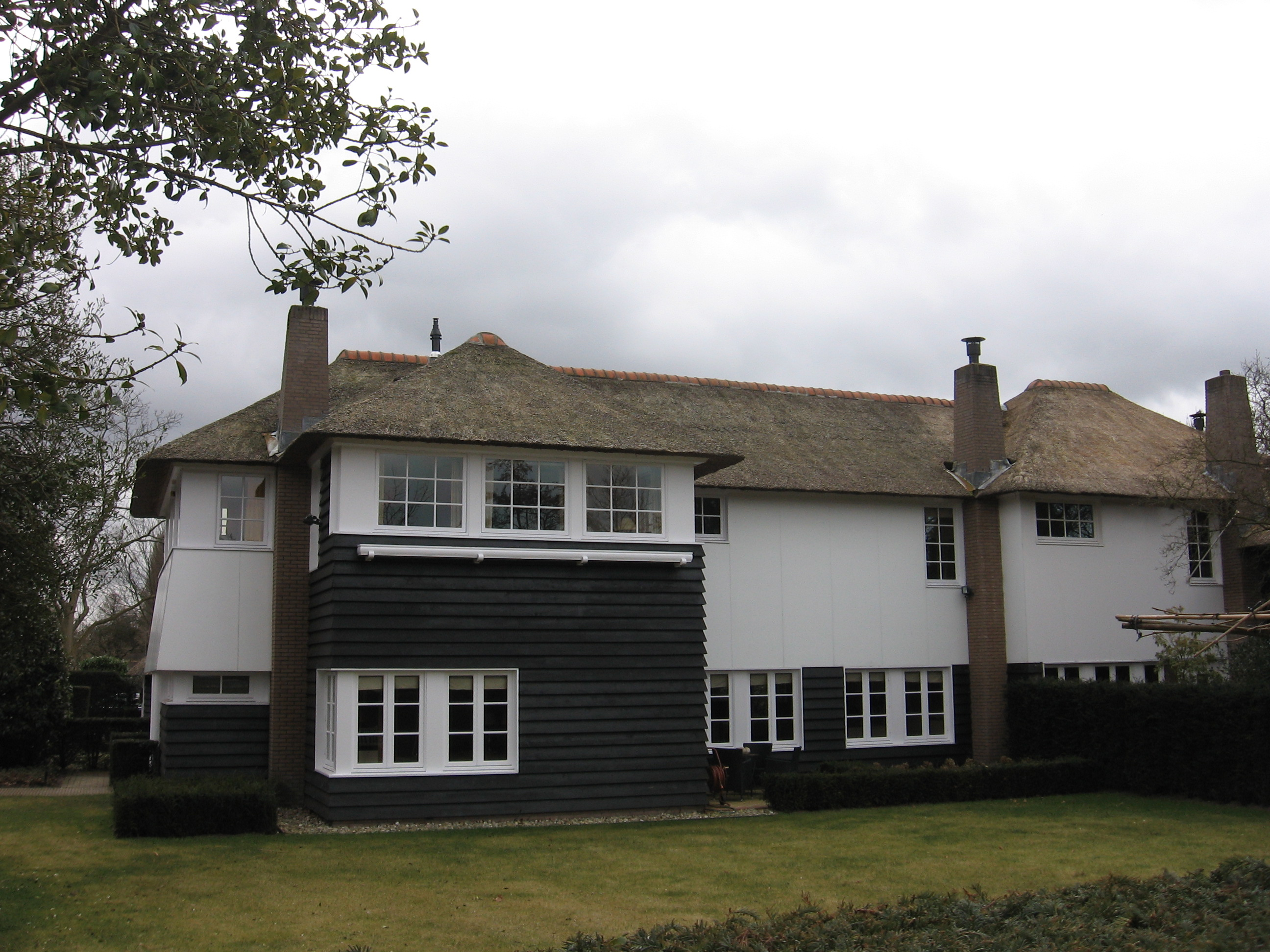
Woning aan de Godelindeweg, Naarden

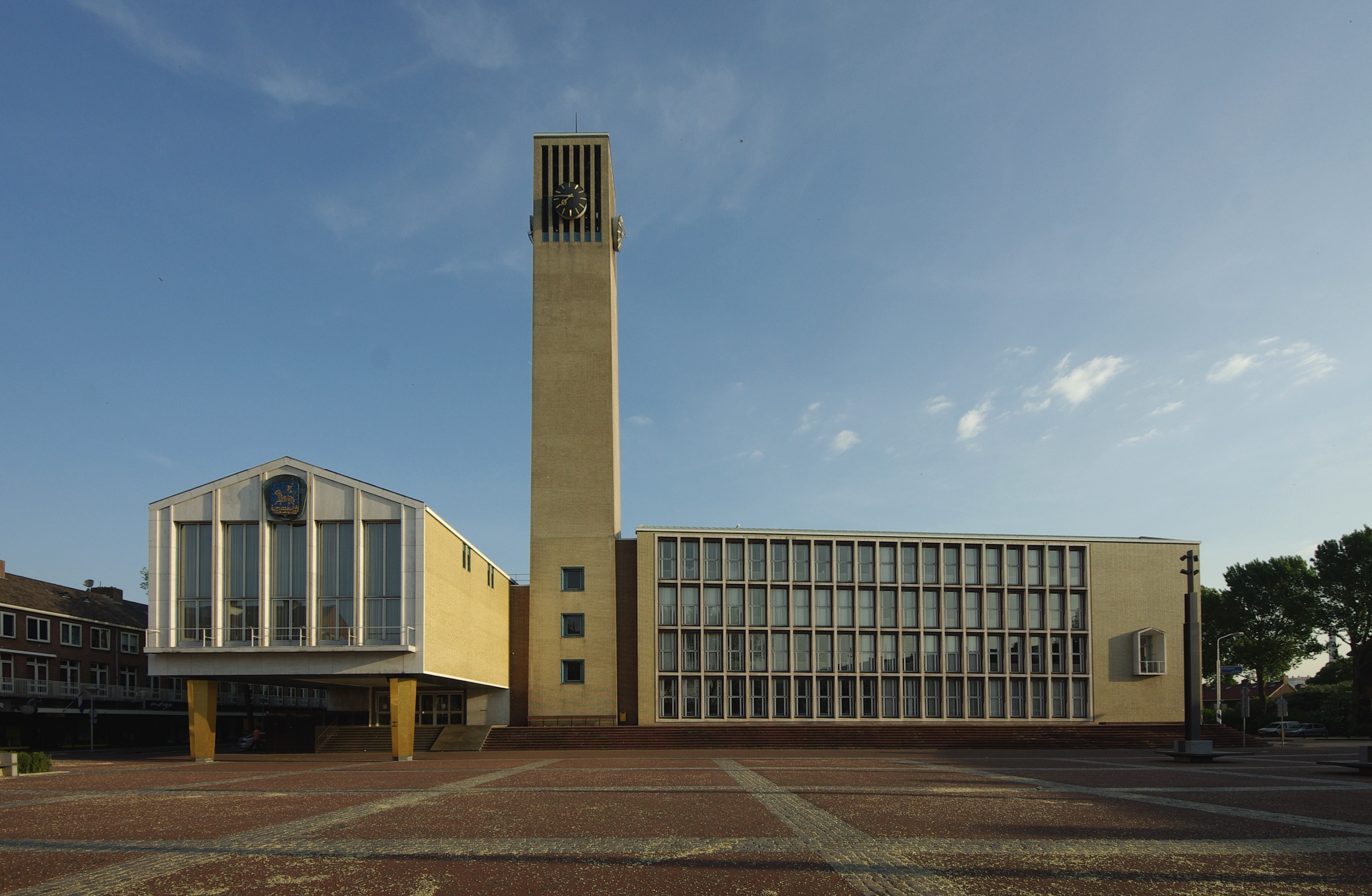
Het Raadhuis van Velsen te IJmuiden uit 1965

- 1914-1915: Leiderdorp: Arbeiderswijk (i.s.m. J.J.P. Oud)
- 1915: Leiden: Gemeentelijke H.B.S. (tegenwoordig Bonaventuracollege)
- 1916: Hilversum: Geraniumschool
- 1917: Leiden: Gebouw Leidsch Dagblad
- 1920-1921: Villa Sevensteyn te Den Haag i.s.m. Hendrik Wouda
- 1921: Hilversum: Verkeershuis
- 1921-1922: Naarden: Woningen Godelindeweg
- 1921: Hilversum: Dr. Bavinckschool
- 1921: Hilversum: Badhuis
- 1923: Hilversum: Oranjeschool
- 1925: Hilversum: J.P. Minckelersschool
- 1925: Hilversum: Julianaschool
- 1925: Hilversum: Catharinaschool
- 1926: Hilversum: Fabritiusschool & Ruysdaelschool (Rietendakschool)
- 1927: Hilversum: Nassauschool
- 1928-1929: Hilversum: Vondelschool
- 1928-1931: Hilversum: Raadhuis
- 1928: Hilversum: Nelly Bodenheim Kleuterschool
- 1929: Hilversum: Jan van der Heydenschool
- 1929: Hilversum: Johannes Calvijnschool (tegenwoordig Old School Projects)
- 1927-1939: Parijs: Collège néerlandais, Cité Universitaire
- 1930: Hilversum: Valeriusschool (tegenwoordig Lorentzschool)
- 1930: Rotterdam: De Bijenkorf (gebombardeerd, later gesloopt)
- 1932: Jakarta: J.B. van Heutsz monument
- 1933: Afsluitdijk: Vlietermonument
- 1933: Amersfoort: Stedelijk Gymnasium Johan van Oldenbarnevelt
- 1934: Schiedam: HAV Bank
- 1937-1941: Utrecht: Stadsschouwburg
- 1938-1939: Rotterdam: Erasmushuis
- 1938-1939: Arnhem: Kantoorgebouw De Nederlanden van 1845
- 1939: Eindhoven: Witte Dorp
- 1939-1940: Vreeland: Vreelandbrug
- 1947-1951: IJmuiden: Hoogovenskantoor
- 1949-1965: IJmuiden: Stadhuis
- 1949-1951: Rotterdam: Kantoorgebouw De Nederlanden van 1845
- 1955-1958: Amsterdam: Geuzenveldflat
- 1957-1965: Amsterdam: Havengebouw
- 1959-1960: Bilthoven: Julianaflat

## Publicatie
- Dudok, Oud, 'Arbeiderswoningen te Leiderdorp', Bouwkundig Weekblad, 36e jaargang, nummer 11 (10 juli 1915): p. 85-87. Zie TU Delft scan 1[dode link] en scan 2[dode link].